# Valentin Gorgias
Valentin Gorgias (? – Nagyszeben, 1734. október 7.) orvosdoktor.

## Élete
Heilsbergi (Wermeland) származású; külföldön nyert orvosdoktori oklevelet, melyet a bécsi egyetemen is megszerzett és Erdélyben telepedett le, ahol főorvos lett. 

## Munkái
- Enchiridion Scheuchzerianum mathematicum, protographiam universae matheseos complectens, usui Transilvanicorum accomodatum. Claudiopoli, 1723.
- Epigrammata variis occasionibus fusa. Honori ill. ac excell. viri dni Samuelis Köleséri de Keres-Eér... adlecti. Claudiopoli, 1728.
- Lessus funebris in obitum Samuelis Köleséri. Cibinii, 1733.

Weszprémi még egy latin sapphicus költeményét említi, de hely és év nélkül. 